# Urtaca
Urtaca (korsisch Urtaca) ist eine Gemeinde auf der französischen Mittelmeerinsel Korsika. Sie gehört zum Département Haute-Corse, zum Arrondissement Calvi und zum Kanton L’Île-Rousse. Die Bewohner nennen sich Urtacais oder Urtacacci. Das Siedlungsgebiet liegt auf ungefähr 360 Metern über dem Meeresspiegel. Die Nachbargemeinden sind San-Gavino-di-Tenda im Norden und Osten, Lama im Süden, Novella im Südwesten und Westen sowie Palasca im Nordwesten.

## Bevölkerungsentwicklung
| Jahr      | 1962 | 1968 | 1975 | 1982 | 1990 | 1999 | 2008 | 2012 |
| --------- | ---- | ---- | ---- | ---- | ---- | ---- | ---- | ---- |
| Einwohner | 220  | 220  | 198  | 178  | 155  | 172  | 194  | 187  |

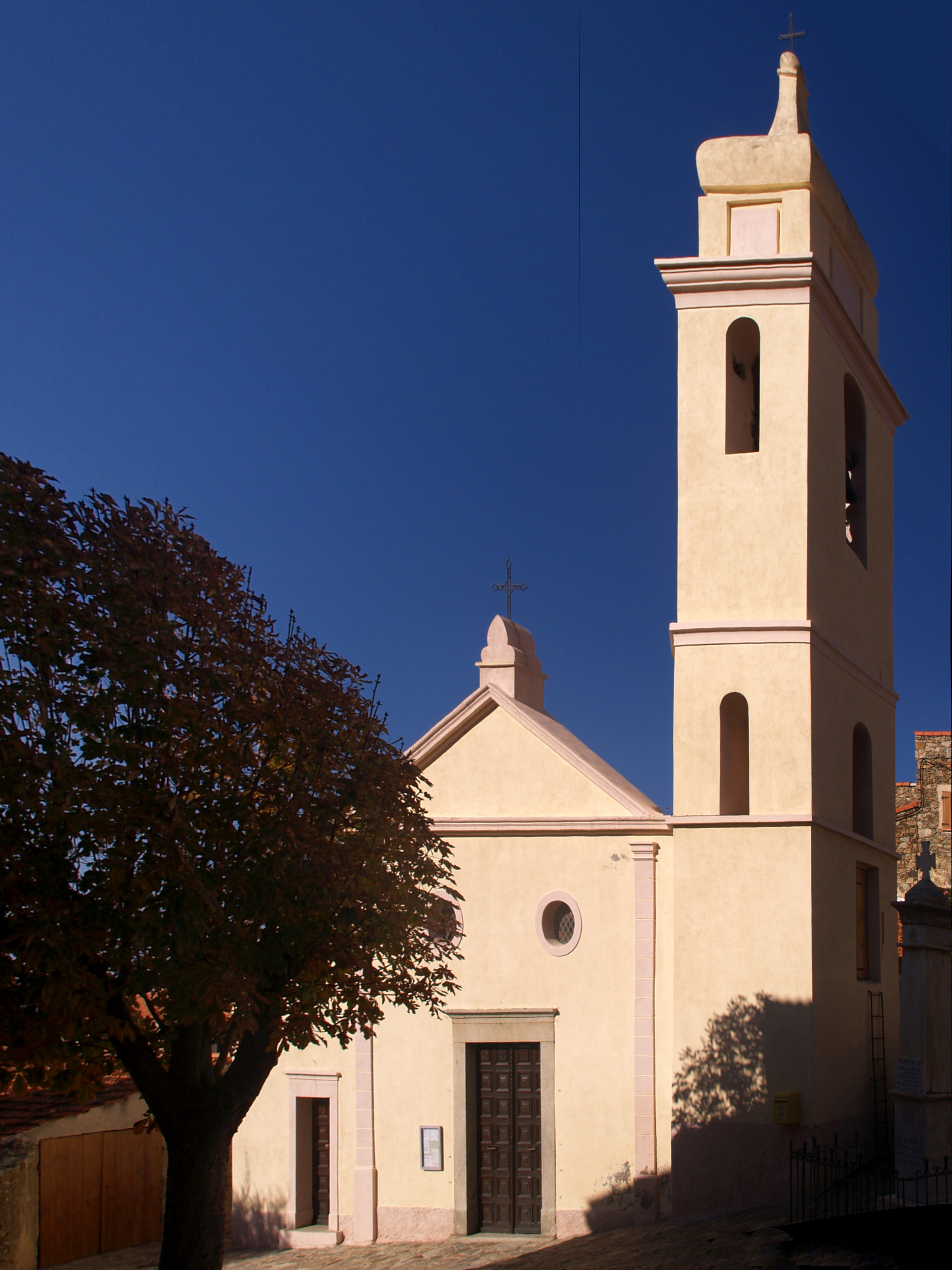
Verkündigungskirche (Église de l'Annonciation)
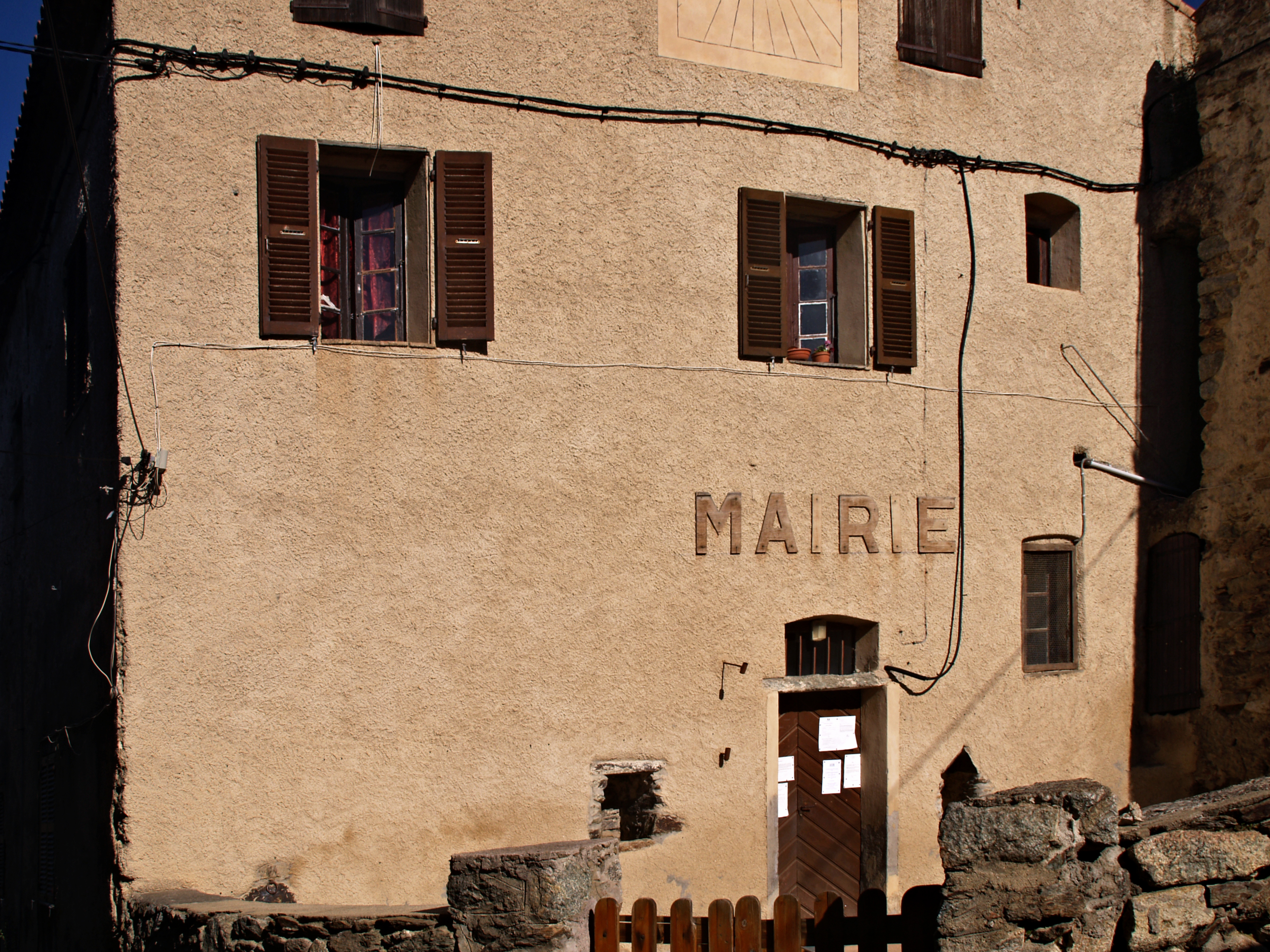
Mairie Urtaca